# Тельтевский, Игорь Алексеевич
Игорь Алексеевич Тельтевский (1912—1974) — конструктор приборов точной механики и оптики, лауреат Сталинской премии (1946).
Окончил Ленинградский институт точной механики и оптики (1936).
Работал в Конструкторском бюро Государственного оптического института (ГОИ) имени С. И. Вавилова: конструктор, старший конструктор, руководитель конструкторской группы. Главный конструктор приборов точной механики и оптики.
После начала войны — в эвакуации в Йошкар-Оле. Там в 1942 году были созданы приборы
крупномасштабной съемки удаленных объектов для нужд обороны — фотоаппараты ДФ (с семилинзовым объективом 1:25/1500 мм) и ПДФ (с объективом 1:25/1500, 300 мм) (Г. П. Фаерман, И. Н. Чёрный, И. А. Тельтевский, Л. А. Вентман и Д. С. Волосов).
В дальнейшем — разработчик оптических приборов, отличающихся оригинальной конструкцией и высоким качеством. В частности, в 1948 году им была разработана машина для нарезания дифракционных решеток ДМШ-4 с числом штрихов 1200 мм-1, использование которой позволило решить на ЛОМО проблему изготовления высококачественных дифракционных решеток, превосходящих по всем параметрам зарубежные аналоги. Также в 1963 году им был разработан световой дальнометр ГД-300, производство которого началось на Уральском оптико-механическом заводе.
Автор конструкции гелий-неонового лазера, которая в 1962 году была реализована группой И. М. Белоусовой.
Похоронен на кладбище Санкт-Петербургского крематория.

## Награды и премии
- Лауреат Сталинской премии (1946)[1]
- Награждён орденом «Знак Почёта» (15.12.1943)[1]